# Collichthys lucidus
Collichthys lucidus är en fiskart som först beskrevs av Richardson, 1844.  Collichthys lucidus ingår i släktet Collichthys och familjen havsgösfiskar. Inga underarter finns listade i Catalogue of Life.